# Mumtaz Begum (Aktivistin)
Mumtaz Begum (bengalisch মমতাজ বেগম Mamatāj Begam; geb. Kalyani Ray Chowdhury; geb. 20. Mai 1923, Haora, Bengalen, Britisch-Indien; gest. 30. Juni 1967) war eine Aktivistin für die bengalische Sprache in Ostpakistan. 2012 wurde sie von der Regierung von Bangladesch posthum mit dem Ekushey Padak für ihre Rolle in der Sprachbewegung ausgezeichnet.

## Leben

### Jugend und Ausbildung
Begum wurde am 20. Mai 1923 in Haora geboren. Ihr Vater war Mohimchandra Ray, ein Richter und späterer Richter des Calcutta High Court, ihre Mutter Makhanmoti Devi, eine Lehrerin. Sie war eine Nichte des Schriftstellers Pramathanath Bishi. 1944 heiratete sie Abdul Mannaf, einen Beamten des Kolkata Civil Supply Office und Jurastudent an der University of Calcutta. Sie selbst bestand die Immatrikulationsprüfung 1938. Sie erwarb 1942 einen Bachelor am Bethune College und bestand die BEd Examination an der University of Dhaka 1951.

## Karriere
Im Rahmen der Bengalischen Sprachbewegung führte Begum am 21. Februar 1952 die erste Frauendemonstration an. Sie wurde daraufhin von Februar 1952 bis Mai 1953 inhaftiert. Sie diente später als Schulleiterin (Headmistress) der Anandamoyee Girls’ High School und der Ahmad Bawani Girls High School, Shishu Niketan.